# 1437 هـ
1437 هي سنة في التقويم الهجري امتدت مقابلةً في التقويم الميلادي بين 
 14 أكتوبر 2015 و1 أكتوبر 2016.

## أحداث

### محرم
- 2 محرم:
  - عُلماء آثار أمريكيّون يُعلنون عن اكتشافهم أطلال مدينة سدوم، وهي مسقط رأس النبي لوط المذكورة في الكتاب المُقدس والقُرآن، شرق نهر الأُردُن، بعد حوالي 10 سنواتٍ من التنقيب، ويقولون أنها تعود إلى ما بين 3500 و1540 سنة قبل الميلاد.
- 5 محرم:
  - بدء المرحلة الأولى من انتخابات مجلس النواب المصري.

### ربيع الأول
- 1 ربيع الأول - توقيف زورقين حربيين للبحارة الأمريكيين بواسطة القوة البحرية لحرس الثورة الإسلامية بعد دخولهما غير المشروع إلى المياه الإقليمية الإيرانية.
- 22 ربيع الأول:
  - تنفيذ الإعدام في 47 متهم بالإرهاب في السعودية.
- 23 ربيع الأول:
  - اندلاع أعمال شغب صاحبة هجوم على السفارة السعودية في طهران احتجاجاً على إعدام رجل الدين الشيعي نمر النمر من قبل السلطات السعودية.[5]

### ربيع الآخر
- 18 ربيع الآخر:
  - منظمة الصحة العالمية تعلن تفشي فيروس زيكا في الأمريكتين وعدم السيطرة عليه.[6]

### جمادى الأولى
- 2 جمادى الأولى:
  - وقف تشغيل منطقة كايسونغ الصناعية المشتركة بين الكوريتين بقرار من كوريا الجنوبية ردًّا على إطلاق كوانغ ميونغ سونغ-4.[7]
- 4 - 13 جمادى الأولى:
  - الألعاب الأولمبية الشتوية للشباب 2016 في ليلهامر.[8]
- 9 جمادى الأولى:
  - تفجيران يستهفدان محطة قطارات في أنقرة يوديان بمقتل 28 شخص وإصابة 61 شخص آخر، أعلن لاحقاً تنظيم صقور حرية كردستان مسؤوليته عن التفجير.[9]
- 30 جمادى الأولى:
  - كسوف شمسي كلي يمكن رؤيته في أندونيسيا وولايات ميكرونيسيا المتحدة.[10]

### جمادى الآخرة
- 4 جمادى الآخرة:
  - تفجير سيارة مفخخة في العاصمة التركية أنقرة يودي بحياة 27 شخص وإصابة أكثر من 70 شخصًا كحصيلة أولية.[11]
- 6 جمادى الآخرة:
  - التدخل العسكري في اليمن
  - 119 قتيلا بينهم 22 طفلا في غارات للتحالف العربي على سوق في مدينة حجة باليمن.[12]
- 13 جمادى الآخرة:
  - سلسلة تفجيرات في مطار بروكسل الدولي يودي بمقتل 34 شخص وإصابة 271 شخص آخر وتنظيم الدولة الإسلامية يعلن مسؤوليته عن التفجيرات.[13]
- 15 جمادى الآخرة:
  - ارتفاع قتلى القصف الأمريكي على معسكر لتنظيم القاعدة في جنوب اليمن إلى 71 قتيلا.[14]
- 18 جمادى الآخرة:
  - تفجير استهدف تجمع مسيحي لاهور في باكستان أدى لمقتل 72 وإصابة 340 شخص آخر.[15]
- 24 جمادى الآخرة:
  - اندلاع اشتباكات عنيفة بين أذربيجان وأرمينيا في مرتفعات كاراباخ بعد خرق الهدنة المبرمة منذ نهاية حرب ناغورنو كاراباخ، وسيطرة الجيش الأذري على بضعة مواقع إستراتيجية.[16]
- 25 جمادى الآخرة
  - تسريب واسع وكبير لمجموعة من الوثائق حول التهرب الضريبي تحت اسم وثائق بنما.[17]

### رجب
- 24 رجب:
  - حريق هائل في كندا دفع عشرات الآلاف إلى النزوح من مدينة فورت ماكموراي.[18]
- 27 رجب:
  - محكمة النقض المصرية تقضي ببراءة رئيس الوزراء الأسبق أحمد نظيف في قضيَّة الكسب غير المشروع، مُعلنةً أنَّ الحُكم نهائي وغير قابل للطعن.[19]

### شعبان
- 2 شعبان:
  - فيرنر فايمان يستقيل من منصب مستشار النمسا ومن زعامة الحزب الاشتراكي الديمقراطي النمساوي.[20]
- 4 شعبان:
  - السُلطات البنغلاديشية تُنفذ حكم الإعدام شنقًا بِحق زَعيم الجماعة الإسلامية في البِلاد مطيع الرحمن نظامي.[21]
- 12 شعبان:
  - الخارجية المصرية تعلن رسميًا عن تحطم طائرة مصر للطيران رقم 804  قبالة السواحل اليونانية وعلى متنها 66 راكبًا.[22]

### رمضان
- 5 رمضان:
  - انطلاق منافسات بطولة أمم أوروبا لكرة القدم 2016 (يورو 2016) في فرنسا.
- 7 رمضان:
  - الهجوم على نادي ليلي للمثليين جنسيا في أورلاندو في فلوريدا يودي بمقتل 49 شخص وإصابة 53 شخص آخر.[23]
  - انطلاق منافسات بطولة كوبا أمريكا المئوية في الولايات المتحدة.
- 18 رمضان:
  - البريطانيون يختارون الخروج من الإتحاد الأوروبي استفتاء حول خروج المملكة المتحدة من الاتحاد الأوروبي.[24]
- 22 رمضان:
  - 4 تفجيرات متتالية استهدفت بلدة القاع اللبنانية قرب الحدود مع سورية، اسفرت عن مقتل 5 أشخاص على الأقل وأصيب 15 آخرون بجروح.[25]
- 23 رمضان:
  - وقوع تفجيرات بمطار أتاتورك في إسطنبول بتركيا، ومقتل 36 شخصًا وإصابة 147 شخصًا آخرين.[26]
- 26 رمضان:
  - سلوفاكيا تتسلم الرئاسة الدورية لمجلس الاتحاد الأوروبي خلفا لهولندا.
- 28 رمضان:
  - مجموعة تفجيرات عنيفة تستهدف منطقة الكرادة في بغداد تودي بمقتل حوالي 320 شخص وإصابة 250 آخرين.[27]
- 30 رمضان:
  - المسبار جونو يصل إلى كوكب المشتري.[28]

### شوال
- 3 شوال:
  - هجوم على مرقد شيعي في محافظة صلاح الدين أدى إلى مقتل أكثر من 50 شخص واصابة 70 أخرين.[29]
- 5 شوال:
  - فوز منتخب البرتغال ببطولة أمم أوروبا لكرة القدم 2016 بعد فوزها في المباراة النهائية على المنتخب المضيف فرنسا بهدف دون رد.[30]
- 8 شوال:
  - منتخب تشيلي يفوز ببطولة كوبا أمريكا المئوية بعد فوزها في المباراة النهائية على منتخب الأرجنتين لكرة القدم بركلات الترجيح.[31]
- 9 شوال:
  - هجوم بشاحنة ضد حشد من الناس في نيس في فرنسا يودي بمقتل 84 شخص أثناء الاحتفال بيوم الباستيل أعلن تنظيم الدولة الإسلامية مسؤوليته عن ذلك.[32]
- 10 شوال:
  - محاولة انقلاب عسكرية فاشلة في تركيا، قام بها مجموعة من الجيش التركي.[33]

### ذو القعدة
- 2 - 18 ذو القعدة: الألعاب الأولمبية الصيفية 2016 في ريو دي جانيرو في البرازيل.[34]
- 5 ذو القعدة
  - تفجير في مستشفى عسكري بكويته الباكستانية يوقع 93 قتيلًا وأكثر من 120 جريحًا.
- 25 ذو القعدة:
  - فوز نيكو روسبيرغ ببطولة العالم لسباقات الفورمولا واحد موسم 2016.[35]
- 29 ذو القعدة:
  - كسوف شمسي كلي يمكن رؤيته في جمهورية الكونغو وجمهورية الكونغو الديمقراطية ومدغشقر.
- 5 - 16 ذو الحجة:
  - ألعاب بارالمبية صيفية 2016 في ريو دي جانيرو في البرازيل.

## وفيات

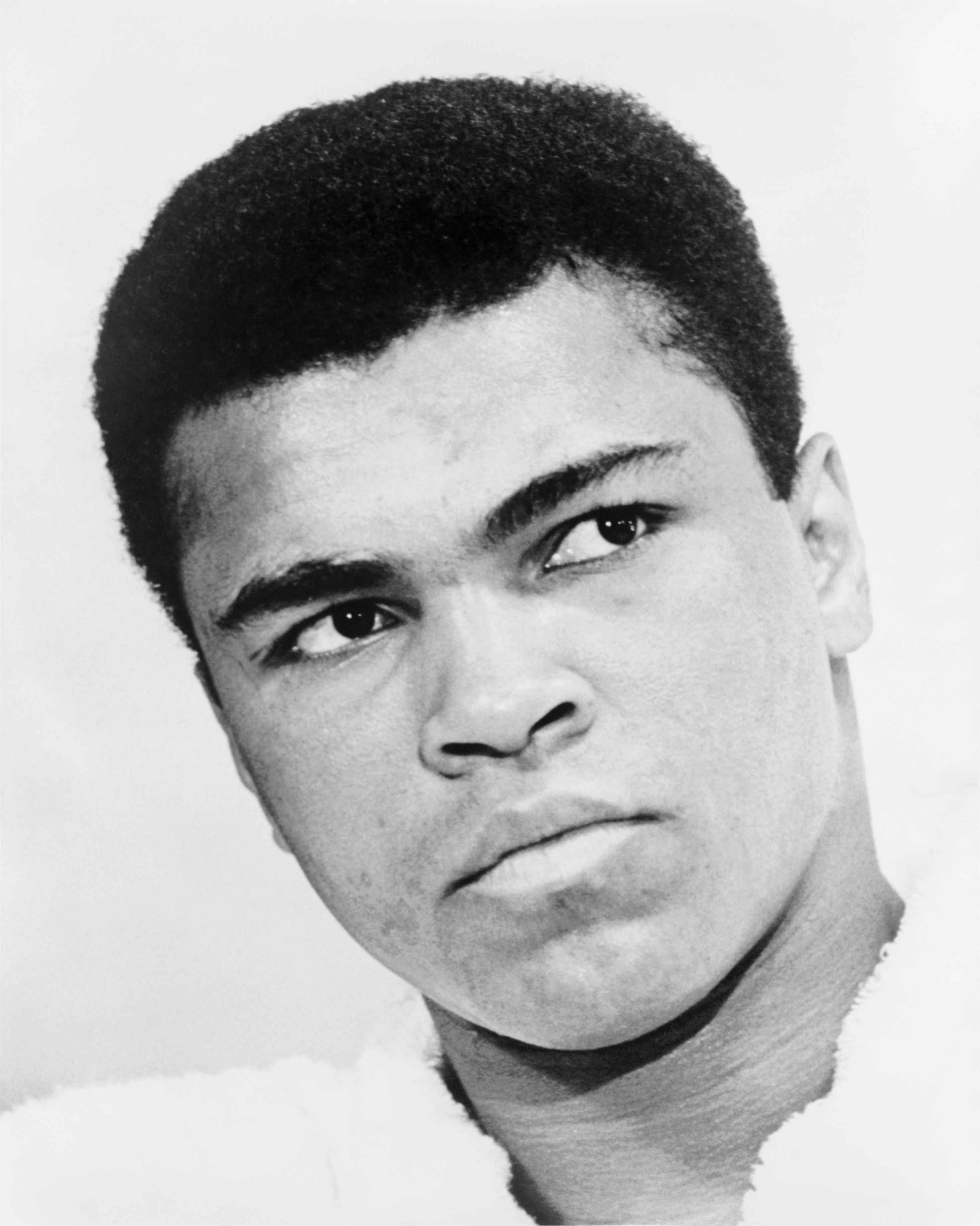
محمد علي كلاي

- 5 محرم: جمال الغيطاني، أديب وصحفي مصري.
- 2 ربيع الأول: عبدالرحمن بن حماد العمر.
- 22 ربيع الأول:
  - فارس آل شويل مُنَظِّر تنظيم القاعدة في الجزيرة العربية.
  - نمر النمر عالم دين شيعي سعودي.
- 6 جمادى الأولى: محمد المختار المهدي عالم أزهري مصري
- 9 رجب: محمد أيوب، إمام الحرم النبوي.
- 4 شعبان: مطيع الرحمن نظامي، زعيم سياسي وعالم وداعية بنغلاديشي.
- 4 شعبان - ماجد عبدالله محمد الشبل إعلامي سعودي.
- 14 شعبان: أختر محمد منصور زعيم حركة طالبان.
- 27 شعبان: محمد علي كلاي ملاكم أمريكي.
- 1 رمضان: مطاع صفدي، مفكر سوري.
- 17 رمضان: عبد الله بن زويبن، شاعر سعودي.
- جواد عاشور، لاعب وحكم كرة قدم دولي كويتي.

## مواليد
- أحمد بن رشيد